# 판페파토

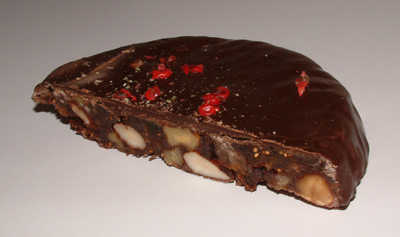
판페파토

판페파토(이탈리아어:panpepato)는 둥그런 모양으로된 케이크이다. 이탈리아의 에밀리아로마냐주 페라라현에서 유래한 빵이다.
아몬드와 헤즐넛, 견과류, 흑후추, 시나몬, 오렌지 제스트, 라임 등을 이용하여 전통 방식으로 섞어서 만든다. 다른 종류로는 코코아나 꿀, 밀가루 등을 섞기도 한다. 보통은 장작불에 굽는데 크리스마스 연휴에 먹는 것이 보통이다. 집에서 준비하여 먹는 것이 대부분이라서 조리법에는 약간의 차이가 존재할 수 있다.